# Wamac (Illinois)
Wamac es una ciudad ubicada en el condado de Marion en el estado estadounidense de Illinois. En el Censo de 2010 tenía una población de 1185 habitantes y una densidad poblacional de 320,62 personas por km².

## Geografía
Wamac se encuentra ubicada en las coordenadas 38°29′29″N 89°8′52″O / 38.49139, -89.14778. Según la Oficina del Censo de los Estados Unidos, Wamac tiene una superficie total de 3.7 km², de la cual 3.64 km² corresponden a tierra firme y (1.47%) 0.05 km² es agua.

## Demografía
Según el censo de 2010, había 1185 personas residiendo en Wamac. La densidad de población era de 320,62 hab./km². De los 1185 habitantes, Wamac estaba compuesto por el 90.8 % blancos, el 2.78 % eran afroamericanos, el 0.68 % eran amerindios, el 0.08 % eran asiáticos, el 0 % eran isleños del Pacífico, el 2.7 % eran de otras razas y el 2.95 % pertenecían a dos o más razas. Del total de la población el 4.89 % eran hispanos o latinos de cualquier raza.